# 茨城県議会黒い霧事件
茨城県議会黒い霧事件（いばらきけんぎかいくろいきりじけん）は、1960年代に発覚した茨城県議会を巡る汚職事件。

## 概要
茨城県議長は1年ごとに交代するのが慣例だが、1965年12月に就任した飯村泉は続投を望んでいた。自民県連幹部に促されて飯村は渋々辞職したが、その際に「議長になるには経済的負担がかかった」と就任時の買収工作をほのめかした。
その後、茨城県警の本格的な捜査が行われ、1966年12月7日に県議会は「県民に信を問うべきだ」と地方議会解散特例法に基づいて自主解散した。茨城県議会議員総選挙の公示前に逮捕される者が続出し、6人（山中俊一、田口正巳、山口武平、湯本四郎、西野恒郎、和田二郎）が獄中立候補し、本沢彦は逃亡中に告示日に立候補をする事態となった（本沢は告示日翌日に出頭して逮捕された）。
最終的に事件に関わった議員は20人近くに及んだ。
1970年12月13日、任期満了により再び選挙が行われ、13人が被告の立場のまま立候補して9人が当選、4人が落選した。

## 事件一覧
1964年6月贈収賄事件
三村勇が飯村泉とその息子から300万円を受け取り、自民党議員14人に議長選買収工作として10万円から20万円を渡した事件（1964年6月定例会で議長選は行われなかった）。
1964年9月贈収賄事件
1964年9月に三村勇が飯村泉とその息子から、運動資金として100万円を受け取った事件。
1965年6月贈収賄事件
1965年6月に本沢彦が議長選に絡んで飯村泉から20万円を受け取った事件。
1965年12月贈収賄事件
飯村が議長に就任した後に当選の謝礼として有力議員を通じて茨城県議19人に1万円から5万円を配った事件。
本沢彦職務強要事件
1966年度に着工した農業用水事業の送水管理設工事について、本沢彦が茨城県幹部に関連建設会社を入札に加えるよう強要した事件。
本沢彦事前選挙運動事件
収賄罪で全国指名手配中の本沢彦が逃走・潜伏先から選挙区の有力者に事前運動封書を郵送した事件。
茨城県有地借地詐欺事件
茨城県傷痍軍人会連合会会長の三村勇と同会事務局長の山方町議会議員が、茨城県有地を同会の事務所建設と偽って借地し、アパートを建設した詐欺事件。同事件については証拠隠滅が行われ、山方町議が証拠隠滅罪、三村が証拠隠滅教唆罪で起訴された。

## 裁判
「茨城県警本部長が、関係県議がありのままに言えば逮捕しないと確約した」という証言が県議から出たこともあって、長期裁判となった。裁判所は1965年12月事件について、金銭の授受はあったが議長選の謝礼よりも議会運営の円滑化と解すべきとし、山中俊一と増田隆市は無罪とした。田口正巳については、1964年6月に三村勇から金銭授受があったかが証拠不十分である以外は、有罪と認めた。本沢彦については、贈収賄事件以外の選挙違反事件について分離公判が行われ、1972年5月に有罪が確定して公民権が停止になるも、1974年11月8日の恩赦による減刑で公民権が回復している。
1989年1月26日の最高裁判決で全ての被告の判決が確定した。最高裁判決当時は3人が現職茨城県議であったが、その1人である三村勇は実刑確定により、地方自治法第127条・公職選挙法第11条の規定に基づき失職した。
- 飯村精造　懲役1年2月執行猶予3年
- 三村勇　懲役3年、追徴金230万円
- 山口武平　懲役8月執行猶予3年、追徴金20万円
- 関宗長　懲役6月執行猶予3年、追徴金10万円
- 倉川五郎　懲役6月執行猶予3年、追徴金10万円
- 久保田今朝武　懲役6月執行猶予3年、追徴金10万円
- 外岡佐近　懲役6月執行猶予3年、追徴金10万円
- 鬼沢賢造　懲役6月執行猶予3年、追徴金10万円
- 西野恒郎　懲役6月執行猶予3年、追徴金10万円
- 秋葉五郎兵衛　懲役6月執行猶予3年、追徴金10万円
- 和田二郎　懲役8月執行猶予3年、追徴金20万円
- 本沢彦　懲役2年執行猶予3年、追徴金20万円　上告中に死亡により公訴棄却
- 松浦勘作　懲役10月執行猶予3年、追徴金10万円　上告中に死亡により公訴棄却
- 篠崎五郎　懲役6月執行猶予3年、追徴金10万円　上告中に死亡により公訴棄却
- 湯本四郎　懲役6月執行猶予3年、追徴金10万円　上告中に死亡により公訴棄却
- 国府田仁平　懲役6月執行猶予3年、追徴金10万円　控訴中に死亡により公訴棄却
- 田口正巳　無罪
- 山中俊一　無罪
- 増田隆市　無罪
- 飯村泉　死亡により公訴棄却
- 染谷秋之助　死亡により公訴棄却
- 山中町議　不明